# Martin Latka (Fußballspieler)
Martin Latka (* 28. September 1984 in Hluboká nad Vltavou) ist ein tschechischer Fußballspieler, der seit Juni 2014 bei Slavia Prag unter Vertrag steht.

## Karriere
Latka begann als Sechsjähriger in seiner Geburtsstadt Hluboká nad Vltavou mit dem Fußballspielen. Nur zwei Jahre später wechselte er in die Jugend des SK České Budějovice. In der Saison 2001/02 gab er dort mit 17 Jahren sein Ligadebüt. 
Im Sommer 2003 wechselte er für 12 Millionen Kronen zu Slavia Prag, wo der 193 cm große Latka regelmäßig im Mittelfeld eingesetzt wurde. Im Januar 2006 lieh Slavia ihn an Birmingham City aus. Da er sich dort aber nicht durchsetzen konnte, kehrte er im Sommer 2006 zurück zu Slavia, wo er fortan in der Abwehr eingesetzt wurde. Im Januar 2009 wechselte Latka zu Panionios Athen, kehrte aber im Sommer 2011 erneut zu Slavia Prag zurück.
Am 17. Januar 2013 wechselte Latka in die Bundesliga zu Fortuna Düsseldorf, wo er einen Vertrag bis zum 30. Juni 2014 unterschrieb. Nachdem sein Vertrag in Düsseldorf nicht verlängert worden war, schloss er sich im Juni 2014 wieder seinem alten Verein Slavia Prag an.